# (11569) Virgilsmith
(11569) Virgilsmith (1993 KB2) – planetoida z grupy pasa głównego asteroid okrążająca Słońce w ciągu 5,48 lat w średniej odległości 3,11 j.a. Odkryta 27 maja 1993 roku.